# Biosfæreområdet Östra Vätterbranterna
Biosfæreområdet Östra Vätterbranterna (engelsk: East Vättern Scarp landscape, tysk: Klippenlandschaft am Ostufer des Vätternsees,) blev den 11. juli 2012 godkendt af UNESCO som Sveriges femte biosfærereservat. Reservatet ligger øst for Jönköping og sydøst for Vättern. Det nordligste punkt er Omberg mellem Vadstena og Ödeshög i Östergötland. Den sydligste by er Tenhult i Småland.
Det kuperede terræn dækker 10 sogne – herunder den tidligere købstad Huskvarna og Visingsö, der er Vätterns største ø. Mod nord findes der nåleskove, og mod syd findes der løvskove. Dette giver en stor artsrigdom. En del af de mere sjældne arter står på de røde lister.
Biosfæreområdet blev indviet i september 2012.